# Service public
Pour l'émission de France Inter, voir Service public (émission de radio).
 (octobre 2024).
 (mai 2009).
Si vous disposez d'ouvrages ou d'articles de référence ou si vous connaissez des sites web de qualité traitant du thème abordé ici, merci de compléter l'article en donnant les références utiles à sa vérifiabilité et en les liant à la section « Notes et références ».

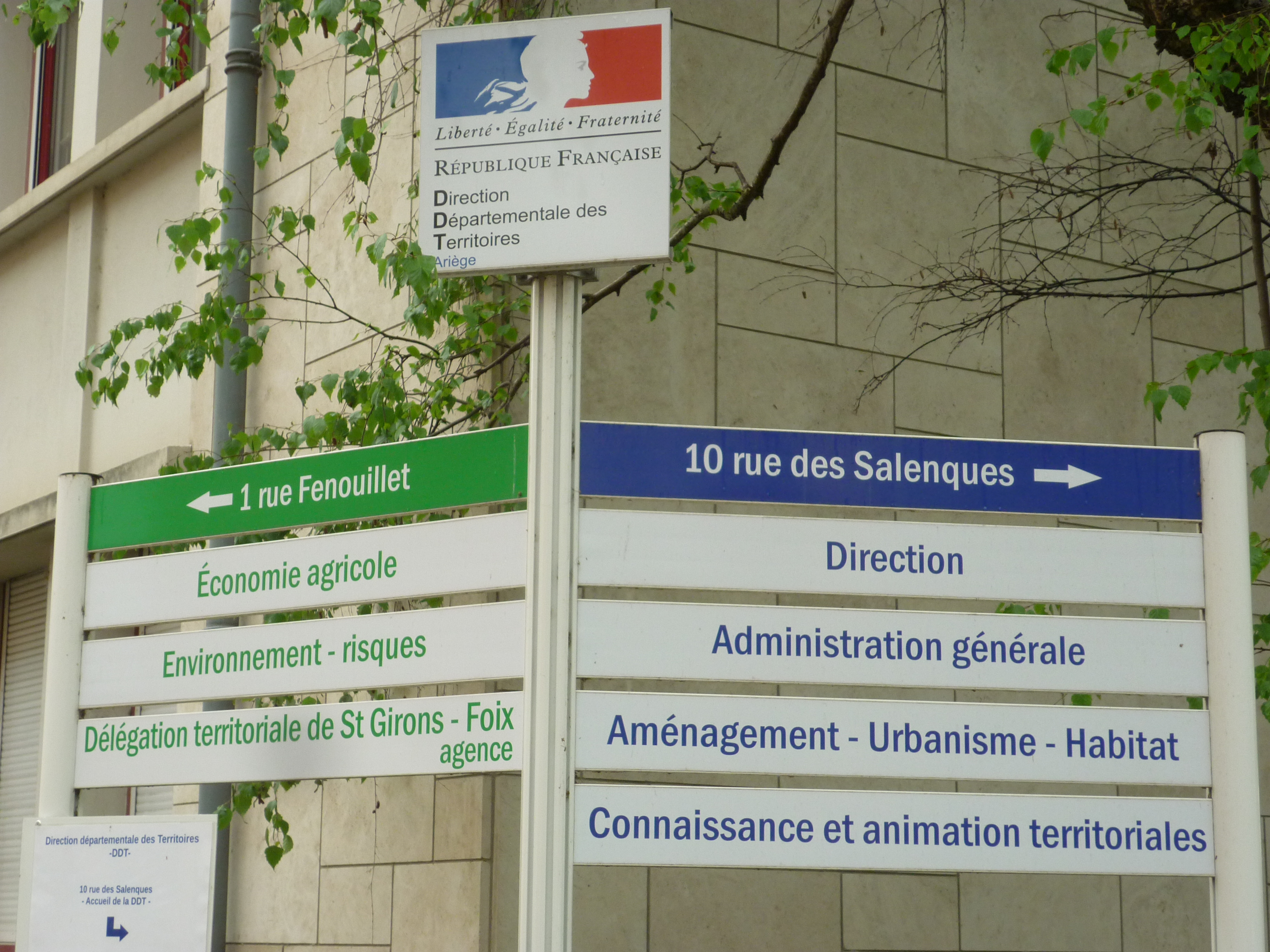
Panneau indicateur d'un service public en France.

Le service public est une activité d'intérêt général conduite par une personne publique. Par métonymie, l'expression service public désigne aussi une administration publique.
L'usage ordinaire ne distingue guère sémantiquement les termes Collectivité publique, pouvoirs publics, administration publique et service public, parfois à tort[réf. nécessaire].

## Histoire

### Ancien Régime
L'existence de services publics, attestée de l'époque médiévale à la Révolution de 1789, se caractérise par des moyens juridiques déjà différents : ce sont des pratiques sociales coordonnées par une autorité commune qui n'est pas forcément à l'origine l'État
.
Dans l'Europe médiévale, les banalités (un four, un moulin, un pressoir, un entrepôt des grains, etc.) sont un monopole du seigneur, qui perçoit à l'occasion de leur utilisation un droit d'usage. Les seigneurs concèdent quelquefois des tâches administratives communes (fiefss).
De même, à partir du XIe siècle, les communautés urbaines en certains lieux se substituent aux seigneurs. Les communes — outre les fours, moulins et bans de boucheries — assurent un monopole au maître d'école, fondent des léproseries et pourvoient au fonctionnement des fontaines publiques, l'entretien des remparts, le guet nocturne, etc. Elles emploient à cet effet du personnel (les esclaves ou « officiers » sont titulaires de l'office correspondant) ou imposent des corvées.
Au XIIIe siècle, Louis IX de France fonde les Établissements pour le commun profit, ce que certains associent aux services publics.
Au XVe siècle, le terme de police apparaît dans les ordonnances royales et signifie à la fois la politique et la gestion de la chose publique.
Aux XVIIe et XVIIIe siècles, dans le mouvement de la monarchie absolue, l'autorité royale assure la mise en œuvre d'activités, exercées par ou pour le compte de la puissance publique : le roi se considère comme le garant de la prospérité du Royaume et entend — par-delà la richesse de celui-ci — satisfaire la demande sociale de l'ensemble de ses sujets. De ce fait, les principaux services publics correspondent aux fonctions dites « régaliennes » et aux intitulés des différentes administrations qui se mettent progressivement en place dans un nombre croissant de domaines : ponts et chaussées, défense, justice, impôts, monnaie, commerce, etc.
À cette époque paraissent les « dictionnaires de police » qui sont de véritables codes de droit et de pratique administrative. Le Traité de la Police de De Lamare prend pour subdivision la santé, les vivres, la voirie, le commerce, les manufactures et les arts mécaniques…

### Époque moderne
Avec le siècle des Lumières apparaît la notion de contrat social, qui se concrétise à la Révolution française : le dirigeant n'est plus un « maître », mais un organisateur à qui l'on délègue la gestion et l'administration des biens communs. L'impôt sert alors à assurer cette gestion.
Sous la Révolution, le terme moderne de « service public » commence à faire son apparition, parfois assimilé à la fonction publique, parfois à une tâche d'intérêt général, ou à une prestation fournie aux citoyens par un organe particulier. À cette époque se forme l'idée que l'ensemble des institutions publiques constitue un ou des services publics.
Au XIXe siècle, l'idée de service public se mue en principe volontariste, dotée d’une forte dimension idéologique, qui légitime des mouvements en faveur de l'interventionnisme d'État, du socialisme municipal et de l'État-providence. Avec pour conséquence la constitution de diverses institutions sociales et de nouvelles administrations centrales (Santé, Éducation, Monuments historiques, Affaires sociales, etc.. La création de l'échelon du département marque la volonté d'un mouvement de déconcentration en vue de rapprocher — que l'on puisse effectuer le trajet en une journée de cheval — les citoyens-usagers de l'administration publique. Pour autant, le statut du service public n'émerge pas encore. La notion demeure intuitive, et surtout opératoire.
Au milieu du XIXe siècle, le député libéral de gauche Frédéric Bastiat explore les différences entre services privés et service public dans son grand œuvre les Harmonies économiques. Il en conclut que le périmètre des services publics rendus par un gouvernement doit être limité par le principe selon lequel « le gouvernement n’agit que par l’intervention de la force, donc son action n’est légitime que là où l’intervention de la force est elle-même légitime ».
Fin XIXe et début du XXe siècle, des juristes comme Léon Duguit posent que « le principe de tout système de droit public moderne se trouve résumé dans la proposition suivante : ceux qui en fait détiennent le pouvoir n'ont pas un droit subjectif de puissance publique, mais ils ont le devoir d'employer leur pouvoir à organiser les services publics et à contrôler le fonctionnement ». Le service public est par conséquent une donnée objective et matérielle qui ne se crée pas, mais se constate : « toute activité dont l'accomplissement doit être assuré, réglé et contrôlé par les gouvernants, parce que l'accomplissement de cette activité est indispensable à la réalisation et au développement de l'interdépendance sociale, et qu'elle est d'une telle nature qu'elle ne peut être réalisée complètement que par les gouvernants, est un service public ».
Au lendemain de la Seconde Guerre mondiale, l'École de Bordeaux (Jèze, Rolland, Bonnard, de Laubadère) reprend le concept de service public pour le réorienter et le transformer en « technique juridique ».
Louis Rolland expose les critères qui permettent d'identifier le service public :
1. Le service public suppose la direction ou la haute direction des gouvernants. C'est l'aspect organique, nuancé par la distinction entre la maîtrise du service (choix de création, du mode de gestion et de son contrôle) et la gestion du service ;
2. Le service public suppose la satisfaction à donner à un besoin d'intérêt général. C'est l'aspect fonctionnel que certains comme Jèze voient résulter de la décision du législateur et d'autres comme Hauriou considèrent découler de la nature même du service ;
3. Le service public suppose la carence ou l'insuffisance de l'initiative privée. Limitation qui semble ne pas s'appliquer à l'État (car le Parlement qui représente la nation souveraine ne saurait mal faire) mais plutôt aux collectivités locales qui se montrent volontiers entreprenantes (mouvement du « socialisme municipal »).

Pour sa part, Gaston Jèze n'hésite pas à conférer à la notion de service public un caractère pleinement subjectif : « sont uniquement, exclusivement services publics, les besoins d'intérêt général que les gouvernants d'un pays donné, à un moment donné, ont décidé de satisfaire par le procédé du service public ».
Depuis la fin du XXe siècle, des analyses (d'inspiration pragmatique ou relevant de l'école libérale) pointent en réaction le coût budgétaire excessif, le service rendu insuffisant ou inadapté aux besoins réels, voire l'atteinte aux libertés ou la concurrence déloyale. Ces idées convergent et militent pour une mise en œuvre plus systématique de l'évaluation des politiques publiques, leur révision et l'évolution des institutions : fin des monopoles, évolution des entités responsables d'un service public (autonomie, indépendance, changement de statut juridique), extension du principe d'adaptation des politiques publiques aux zones géographiques ou aux publics variés par application du principe de subsidiarité et (en France) les lois de déconcentration et/ou de décentralisation, etc.
Dans les années 1970 et 1980, les milieux néo-libéraux introduisent de nouveaux concepts de gestion du service public avec la nouvelle gestion publique, qui aboutira dans de nombreux pays à la réforme de l'État et à la recherche d'une meilleure efficacité à moindre coût. Ce mode de fonctionnement, toujours en vigueur au XXIe siècle, a fait l'objet de critiques répétées de la part des personnes y travaillant ainsi que de la part de l'opinion publique, selon lesquelles cette méthode a conduit les gouvernements successifs à de plus en plus sous-financer les services publics, qui ont dès lors de plus en plus de mal à mener à bien leurs missions, y compris dans des domaines cruciaux pour l'équilibre de la société tels que l'éducation et la justice.
Plus récemment, le concept a bénéficié de la création début 2009 du site mon.service-public.fr permettant de centraliser toutes ces démarches administratives par internet.

## Définition du Service public
Selon Prosper Weil : « S'il est facile de reconnaître un service public organique, rien n'est plus malaisé que de définir un service public au sens matériel du terme. À lui seul le but d'intérêt général qui paraît le caractériser est trop flou et trop incertain, car en fin de compte presque toutes les activités humaines concourent à un titre ou à un autre à l'intérêt général. […] Il faut donc y ajouter quelque chose car la notion d'intérêt général est certes nécessaire, mais ne constitue pas un critère suffisant ».
1. Le juge réserve le caractère de service public aux activités d'intérêt général assez « nobles » pour mériter cette qualification. Cette appréciation est subjective et varie en fonction de l'époque et de l'état des mœurs, et peut parfois donner lieu à des décisions inattendues : la gestion de leur domaine privé par les collectivités publiques ne relève pas du service public, quand bien même cette gestion patrimoniale semble concerner l'intérêt général.
2. Une activité « prise en charge » par une personne publique est présumée constituer un service public, alors que la présomption inverse joue pour les activités exercées par des organismes privés. Ainsi, l'exploitation d'une colonie de vacances ou d'une piscine destinée au public est un service public lorsqu'elle est assurée par une collectivité publique, mais non lorsqu'elle est effectuée par une personne privée.

### Principes directeurs du service public
Poursuivant les travaux de Léon Duguit, Louis Rolland (1877-1956) cherche à systématiser le noyau des principes qui doivent s'appliquer à l'exploitation d'un service public, principes que la doctrine postérieure a ensuite appelés « Lois de Rolland » :
1. La continuité qui implique que le service doit être assuré régulièrement, sans retard dans le temps, sans discontinuité gênante ou pénalisante pour l'usager. Ce principe a donné lieu à la confrontation avec l'exercice du droit de grève dans le service public ;
2. La mutabilité qui désigne l'adaptation des services publics à l'évolution des besoins collectifs et aux exigences de l'intérêt général. Ce qui peut se traduire de deux manières : dans le cadre d'une délégation de service public, l'administration garde un pouvoir de modification unilatérale des conditions d'exécution du service et explique l'absence de droit acquis pour les usagers quant au maintien du service ou de la réglementation régissant le service ;
3. L'égalité qui interdit la discrimination entre les usagers du service tant vis-à-vis des prestations que des charges : des situations identiques doivent être traitées de la même manière. Mais inversement, des traitements différents peuvent être réservés à des situations différentes.

À ces trois principes de base peuvent s'ajouter :
1. La neutralité et la laïcité que doivent observer toutes les personnes qui collaborent à un service public ;
2. La réserve dont les collaborateurs de service public ne doivent pas se départir dans l'expression de leurs opinions ;
3. La primauté Les intérêts privés ou personnels doivent s'incliner devant l'intérêt général ou collectif ;
4. La gratuité Ce principe envisagé par Louis Rolland est fréquemment respecté dans les services publics administratifs (SPA) (l'enseignement notamment), mais ne l'est pas pour les services publics à caractère industriel et commercial (SPIC). L'existence d'un prix payé par l'usager est même retenu par le Conseil d'État comme critère de reconnaissance d'un SPIC.

### Modes d'exercice du service public
Les activités d'un service public sont soumises sur certains points à un régime juridique spécifique. Mais pour compléter la distinction entre service public et secteur public, on notera qu'une collectivité publique (État, collectivité territoriale) a notamment le choix entre :
- assumer directement un service public ;
- le confier à un prestataire extérieur, avec différentes formules juridiques qui dépendent notamment de la nature du prestataire et de ses liens avec la collectivité (public ou privé, autonome ou dépendant du donneur d'ordre, etc.) :
  - la délégation de service public,
  - un contrat (une convention) précisant la mission prise en charge par le prestataire et la contrepartie (sous forme de subvention ou autre) par la collectivité ; la procédure peut passer par un marché public ou non,
  - un encadrement législatif et statutaire particulier (exemple : le notaire).

Concernant les fonctions de service public remplies par le secteur public, on distingue en outre :
- celles qui relèvent des prérogatives essentielles de la collectivité ; elle doit alors les assumer directement sans pouvoir faire appel à un prestataire extérieur (exemple : organisation d'élections, actes d'état-civil) ;
- celles qui relèvent du secteur administré ou du secteur marchand, mais que le secteur public a pris en main.

La raison généralement avancée dans ce dernier cas est un besoin d'intérêt général essentiel ou stratégique dont la nature est considérée non compatible avec le fonctionnement normal du marché. Sont citées par exemple certaines infrastructures uniques ou essentielles, nécessaires au fonctionnement des entreprises publiques comme privées : routes, voies ferrées principales, ports, troncs communs de réseaux téléphonique fixe…

### Domaines concernés
L'exercice des activités dites régaliennes a toujours été revendiqué par la puissance publique (qu'il s'agisse des rois, puis à leur suite par les États de toute nature qui leur ont succédé). Ainsi :
- la lutte contre un danger extérieur (renseignement et défense) ;
- la diplomatie ;
- la justice ;
- le maintien de l'ordre (police) ;

Mais en réalité, l'observation historique montre que même ces fonctions n'étaient pas toujours (ou pas entièrement) sous le contrôle de l'État :
- le mercenariat militaire a longtemps été la règle, de sorte que n'importe qui, pourvu qu'il dispose d'or ou d'intéressantes propositions de pillage, pouvait lever une armée pour se défendre ou attaquer ;
- si tous les souverains étaient bien juges en dernier ressort (on dirait aujourd'hui : en appel ou en cassation), la justice ordinaire pouvait être administrée par d'autres autorités, un seigneur ou un « sage » reconnu ;
- la recherche et la répression du crime pouvaient et même devaient être en grande partie l'affaire des victimes elles-mêmes, ou de leurs proches, l'autorité cherchant surtout à limiter la portée des représailles pour éviter l'escalade de la vengeance ; l'activité de l'autorité était alors essentiellement politique : surveiller ses opposants, éviter et si nécessaire réprimer les émeutes.

On ajoute aussi parfois l'émission de monnaie, bien que le monopole soit une création très récente, la règle sous le régime de l'étalon métallique étant, au contraire, l'existence de nombreuses monnaies circulant sur un même territoire.
On peut aussi ajouter la gestion des situations de crise et de famine, que le souverain se devait de traiter tant par charité que pour éviter les émeutes, révoltes, voire révolutions.
Ainsi, alors même que les fonctions dites régaliennes sont généralement considérées comme techniquement et moralement difficiles à sous-traiter à des sociétés privées, il apparaît que ce cas de figure s'est produit par le passé. On observe une grande variation des domaines couverts par les services publics selon les lieux et les époques. L'évolution de la société peut aussi faire émerger le besoin de nouveaux services publics, comme elle peut en rendre certains inutiles (par abondance, ou par obsolescence).
Aujourd'hui, on assiste à la prise en charge d'activités traditionnellement associées au secteur public par des plateformes numériques privées, comme avec la fonction Safety Check proposée par Facebook. 

### Confusions à éviter

#### Un service public n'est pas un bien public
Un bien public est un bien dont on ne peut éviter la consommation par ceux qui le souhaitent (non-exclusion), et, dans le cas d'un bien public pur, dont la disponibilité pour autrui n'est pas réduite par la consommation (non-rivalité), par opposition à un bien public impur. Un service public peut concerner ou non un bien public, tandis que contrairement, un bien public peut être fourni par un service public ou privé. Les deux notions n'ont donc aucun rapport.

#### Le service public n'est pas le secteur public
De grandes « entreprises publiques » nationales comme la SNCF ou EDF appartiennent au secteur public. Cependant, les deux notions restent totalement indépendantes :
- un service public peut être rendu par des entreprises privées ou des associations. C'est notamment le cas de la distribution de l'eau, ou celle des soins médicaux (médecins et pharmaciens : professions libérales, ambulanciers privés), voire de l'enseignement (écoles privées sous contrat qui sont des associations subventionnées par l'État) ou les sapeurs-pompiers (au Danemark, un certain nombre de casernes sont concédées à une entreprise privée de sécurité qui a par ailleurs une activité de transport de fonds) ;
- inversement, une entreprise publique ou même une administration peut mener des activités étrangères au service public. Par exemple, la SNCF exerce des activités dans un cadre monopolistique (transport ferroviaire national de voyageurs) mais aussi dans le secteur concurrentiel (transport de fret) ; ou encore La Poste pour les envois dont le poids est supérieur à 50 g, ou les établissements portuaires pour la fourniture de l'outillage, en France, la manutention dans de nombreux autres pays.

#### Le service public n'est pas nécessairement national
- Il peut être organisé sur le plan régional ou local, l'autorité de tutelle n'étant plus alors l'État, mais les collectivités locales. C'est le cas par exemple de la distribution de l'eau, du ramassage des ordures ménagères, du ramassage scolaire… Ces services sont organisés par la collectivité, en régie, par des organismes publics, par des entreprises privées dans le cadre d'une délégation de service public ou d'un marché public (en fonction du mode de financement retenu par la collectivité) ;
- La tutelle peut même être intergouvernementale (comme dans le cas du système Galileo).

#### Le service public n'est pas nécessairement monopolistique
Certains services publics sont exercés dans un cadre concurrentiel (communications électroniques et audiovisuel par exemple). Une partie de la doctrine considère qu'un système monopolistique est plus adapté qu'un système concurrentiel pour atteindre tel objectif politique ou un optimum économique. On parle alors de monopole naturel ou, dans la législation et la jurisprudence européenne, de « droits exclusifs et spéciaux »[réf. nécessaire].

#### Le service public n'est pas nécessairement au service du public
Enfin, certaines administrations publiques n'ont pas pour objet de fournir des prestations directes à leurs usagers. C'est le cas des centres des impôts par exemple, qui assurent une gestion administrative de la collecte publique mais n'offrent pas de prestations à proprement parler.

## Gestion et organisation

### Financement et économie des services publics
Un service public peut être financé directement par les bénéficiaires et ne pose alors pas de problème particulier. Mais l'affaire est fréquemment bien plus compliquée pour diverses raisons, par exemple (sans exhaustivité) :
- une fraction notable des bénéficiaires n'est pas assez solvable pour participer ;
- il est facile de bénéficier du service sans pour autant payer pour lui (phénomène de « passager clandestin ») ;
- Pour celui qui en bénéficie, le service est en réalité un désagrément et une contrainte qu'il préférerait éviter et certainement pas payer (exemple : la justice, la prison) ;
- le service doit être disponible à tout moment, mais ne sert véritablement qu'exceptionnellement (exemple : armée, pompiers) ;
- l'autorité fait arbitrairement le choix de rendre le service sans pour autant le faire payer directement (exemple : distribution frumentaire, spectacle).

Dans ces conditions, il faut trouver une source de financement alternative pour la « charge de service public ». Le cas est, par exemple, prévu dans la Déclaration des droits de l'homme et du citoyen de 1789, qui pose comme principe à l'article 13 : « Pour l'entretien de la force publique, et pour les dépenses d'administration, une contribution commune est indispensable: elle doit être également répartie entre tous les citoyens, en raison de leurs facultés. » La DDHC est citée par la Constitution comme étant l'un des fondements de cette dernière ;
- directement la fiscalité ;
- une subvention des autorités, à partir des impôts ou d'une autre ressource (revenus miniers ou pétroliers, affermage d'un domaine ou, de nos jours, de ressources publicitaires, etc.) ;
- les autres bénéficiaires du service, par la péréquation tarifaire ;
- les bénéficiaires d'un autre service (rentable, lui), qu'on lie autoritairement à celui qu'on veut financer.

Dans les deux derniers cas (péréquation tarifaire et lien avec un autre service rentable), on pouvait trouver commode d'instaurer un monopole, pour éviter qu'un opérateur alternatif rende le même service à un coût moindre parce que non grevé par la charge de service public. Cette solution est aujourd'hui abandonnée en Europe, pour ne pas fausser la concurrence et ne pas faciliter la hausse des prix qu'un monopole rend possible. Il reste en revanche possible d'obliger tout opérateur d'un secteur à contribuer à un service public, et donc de participer à une péréquation tarifaire ou de fournir le service même dans certaines conditions où cela lui coûte plus que ne lui rapporte (en bénéficiant alors de subvention ou du droit de majorer ses tarifs sur d'autres secteurs). Voir ci-après.
On distingue la redevance de la taxe. Une taxe est une perception fiscale perçue à l'occasion d'une transaction ou d'un service, qui peut s'appliquer à un service public aussi bien qu'à toute autre activité. Mais même si elle est perçue à l'occasion d'un service public, la taxe n'a pas pour autant vocation à le financer : elle alimente simplement le budget général. À l'inverse, une redevance est conçue comme spécifiquement destinée à financer le service, c'est ni plus ni moins que l'équivalent du prix qu'exigerait un prestataire privé (ou que peut exiger un prestataire public dans le cadre d'une activité concurrentielle).

### Aspect concurrentiel et international
L'intérêt principal d'un service public assuré par un État est qu'il fournirait un service que ne pourraient rendre dans les mêmes conditions des acteurs privés. La gestion publique de certains secteurs économiques peut conduire à des monopoles d'État pouvant, selon les libéraux, nuire à l'émulation et l'efficacité : le service rendu serait selon eux de moindre qualité et plus cher que s'il était soumis à la concurrence.
Pour les économistes non libéraux, un monopole d'État pourrait au contraire être avantageux pour l'usager (consommateur ou client dans le secteur privé) dans la mesure où le but de la structure d'État n'est pas d'être rentable, de gagner de l'argent, mais de fournir un service d'une certaine qualité pour la collectivité.
Les libéraux affirment que la concurrence stimule sans cesse l'organisation de l'activité de l'entreprise et cela conduit à la traque du gaspillage de l'argent.
Certains voient comme avantage du monopole public la suppression des coûts de concurrence (publicité, doublons). Les ressources seraient ainsi occupées à améliorer le service par la recherche et l'investissement, du fait d'un compromis sur le prix du service s'il est facturé directement (il pourrait dans certaines situations être financé par le budget de l'État ou être intégré dans la partie socialisée du salaire). L'émulation peut venir de la coopération avec des services publics étrangers.
Certains attribuent à la pensée libérale de graves menaces sur les services publics, celle-ci visant à les restreindre et les soumettre à la concurrence. Cette volonté, mais aussi le souci des États de ne pas dépendre d'entreprises qui appartiendraient à d'autres États, ni de se trouver face à une concurrence déloyale de ceux-ci, se traduit par des traités internationaux, comme l'AGCS qui conduit à la suppression progressive par commun accord des gouvernants de certains types de services publics. Selon cet accord, ces privatisations sont irréversibles.
Une autre question concerne le périmètre géographique d'un service public ce qui est lié à la question de la régionalisation et des zones économiques transnationales (Union européenne), voire mondiales.

### Le service public et l'Union européenne
L'Union européenne, dans ses traités, ne mentionne explicitement le service public que dans le cadre des transports (article 73 CE). La législation et la jurisprudence européennes utilisent habituellement des concepts jugés plus précis et indépendants du pays :
- les « services d'intérêt général » (SIG), prestations servies aux administrés par les pouvoirs publics, soit directement, soit par délégation à des tiers ;
- les « services d'intérêt économique général » (SIEG), sous-catégorie des SIG qui relèvent du secteur marchand.

Il n'existe pas de réglementation des SIG dans leur ensemble au niveau européen. Le terme ne désigne d'ailleurs parfois que les seuls SIG non marchands. Les SIG restent donc de la compétence des États membres ou des collectivités locales. La Commission a toutefois reconnu en 1996 que les services d'intérêt général « sont au cœur du modèle européen de société ».
L'Union européenne s'intéresse en revanche de près aux SIEG, plusieurs fois mentionnés dans les traités (art. 16, 73, 86, 87 CE), sans toutefois les définir très précisément. La Commission et la Cour de justice tentent de concilier, dans le cadre des SIEG, le respect des missions de service public avec le principe de libre concurrence, principe fondamental de la politique économique de l'Union européenne. C'est dans ce cadre que la Commission mène une politique de libéralisation des principaux services dits « d'intérêt économique général » (SIEG). Les principaux secteurs concernés sont : l'énergie (gaz et électricité), les transports (tous modes), les services postaux et les télécommunications.
Elle veille tout particulièrement à ce que les financements de service public par les États ne faussent pas le jeu de la concurrence, en particulier sur les points suivants :
- que la qualification de SIEG ne soit pas donnée à des services qui relèvent en fait exclusivement du marché concurrentiel ;
- que les mesures prises assurent un fonctionnement efficace des SIEG ;
- qu’il n’y ait pas d’interférences négatives sur les marchés ouverts à la concurrence en dehors du service public.

Certains services ont été reconnus comme services d'intérêt général par la jurisprudence de la Cour de justice des Communautés européennes. À titre d'exemple, la Cour a reconnu comme SIEG (dans certaines conditions précises) :
- la collecte, le transport et la distribution du courrier ;
- la fourniture ininterrompue d'énergie électrique sur l'intégralité du territoire concédé ;
- le maintien de la navigabilité d'une voie d'eau importante ;
- la distribution d'eau ;
- la fourniture de prestations de services dans le domaine des télécommunications ;
- la fourniture de moyens de lutte contre la pollution dans les bassins portuaires ;
- les émissions de télévision.

Pour permettre l'introduction de la concurrence dans les services, la Commission pousse à la scission de la gestion des infrastructures (lorsque celles-ci relèvent d'un monopole naturel) de l'exploitation des services, tous les exploitants devant se voir reconnu un droit d'accès égal à l'infrastructure. C'est ce qui a été fait pour les télécommunications (au niveau de la boucle locale, sans que soit imposée la séparation des activités de réseau et de fourniture), l'énergie (gaz et électricité), les chemins de fer, les ports et aéroports.
Le financement des SIEG est laissé à l'appréciation des États : il peut provenir de n'importe quelle combinaison des différentes ressources possibles : une redevance perçue auprès des usagers, une subvention de service public allouée par la collectivité, une péréquation entre activités rentables et non rentables de l'exploitant, de ressources commerciales complémentaires (exemple des ressources publicitaires pour la télévision), etc.

### Services publics en France
En France, les activités de service public peuvent être classées en trois catégories :
- Fonctions régaliennes : ce sont les fonctions de souveraineté de l'État. Elles sont entièrement financées par l'impôt et assurées par des administrations publiques.
  - Défense nationale
  - Justice
  - Police

- Fonctions publiques non régaliennes. La doctrine considère que la collectivité doit les assurer elle-même, et qu'elles doivent être financées par l'impôt (une taxe peut parfois être perçue à l'occasion du service).
  - Finances publiques (Trésor, monnaies, impôts), radio et télévision.
  - Administration générale et locale.

- Autres fonctions. La panoplie en est étendue, diverse, hétérogène ; différentes formes existent, parfois même pour exactement une fonction semblable (exemple : l'enseignement et les services de santé, qui existent à la fois sous forme marchande, non marchande et tiers payant)
  - marchande (le bénéficiaire paye lui-même)
  - Non marchande (financée principalement par l'impôt ou des prélèvements obligatoires)
  - Tiers payant (forme marchande où le bénéficiaire ne paye pas lui-même, c'est un autre agent économique qui le fait)

Parmi les activités concernées on citera par exemple :
- Enseignement (Éducation nationale) ;
- Santé (services hospitaliers) ;
- Sécurité sociale (galaxie d'entité privées sous la tutelle de l'état) ;
- Culture (musées, théâtres, bibliothèques, maisons de jeunes…) ;
- Radio et Télévision (Radio-France, France-Télévisions) ;
- Services d'assainissement et d'adduction d'eau potable ;
- Transports :
  - Infrastructures de transport : routes à péage, voies ferrées, aéroports, ports
  - Services de transport : transports urbains, Chemin de fer (du TGV aux TER), ramassage scolaire, etc. ;
- Énergie : distribution du gaz et transport de l'électricité ;
- Distribution du courrier (en revanche, la fonction bancaire assurée par La Poste n'est pas un service public) ;
- Pompes funèbres : conséquence des lois de séparation des églises et de l'État, le monopole des inhumations a été enlevé aux organismes cultuels et confiés exclusivement aux communes, qui l'exercent directement ou par délégation. Il s'agit du service extérieur des pompes funèbres.

Quand ils assurent conjointement des services du secteur marchand, les organismes publics correspondants relèvent à la fois du droit administratif et du droit commercial.
Le Programme Services Publics + est une initiative gouvernementale française établie par un arrêté daté du 31 août 2023. Ce programme vise à améliorer la qualité des services offerts par les administrations publiques, notamment en mettant en place des engagements communs relatifs à la qualité du service, en publiant les résultats de qualité et la satisfaction des usagers, et en instaurant une démarche d'écoute active des usagers. Afin de garantir la mise en œuvre effective de ces engagements, un label "Services Publics +" a été créé, décerné aux structures satisfaisant à des critères précis d'audit mené par un organisme de certification habilité.

### Services publics en Allemagne
L'organisation des services publics en Allemagne (Daseinsvorsorge) est géographique et non sectorielle : alors que, en France, une entité nationale gère en général de manière centralisée le service public d'un secteur donné (avec des exceptions comme la gestion de l'eau), ce sont des entreprises municipales (Stadtwerke) qui gèrent un ensemble de services publics de plusieurs secteurs différents.
Dès le début du XIXe siècle, les collectivités locales ont commencé à fournir des services publics sans intervention de l'État. Elles ont confié par la suite la gestion de ces services à des établissements publics. La gestion de ces services publics s'est organisée de manière transversale à plusieurs secteurs afin de bénéficier d'un accès plus aisé aux sources de financement, par exemple.

### Services publics en Belgique
Les services publics en Belgique sont organisés selon les niveaux de compétence auxquels les politiques sont menées. Les services publics fédéraux (SPF) gèrent les matières fédérales alors que des services publics régionaux, comme le Service public de Wallonie, et communautaires travaillent sur les matières régionalisées ou communautarisées par les réformes de l'État successives.

### Services publics dans le monde
Chaque pays a sa pratique propre en matière de services publics. Il n'est pas de la compétence de l'ONU de posséder des services publics. Les structures de scolarisation et de soin mises en place à son initiative, ou celle d'organisations qui en dépendent comme l'UNESCO, sont de droit privé.
En matière maritime, certaines coutumes communes (obligation de secours, etc.) ou les services de positionnement (GPS, GLONASS et Galileo) peuvent s'apparenter au service public[réf. nécessaire].

### Articles nationaux
(octobre 2014).
- Service public dans l'Union européenne
- Service public en France